# Straußgräser
Die Straußgräser (Agrostis) sind eine Pflanzengattung innerhalb der Familie der Süßgräser (Poaceae). Die etwa 220 Arten sind in subarktischen bis gemäßigten Gebieten und in Bergregionen der Tropen fast weltweit verbreitet.

## Beschreibung

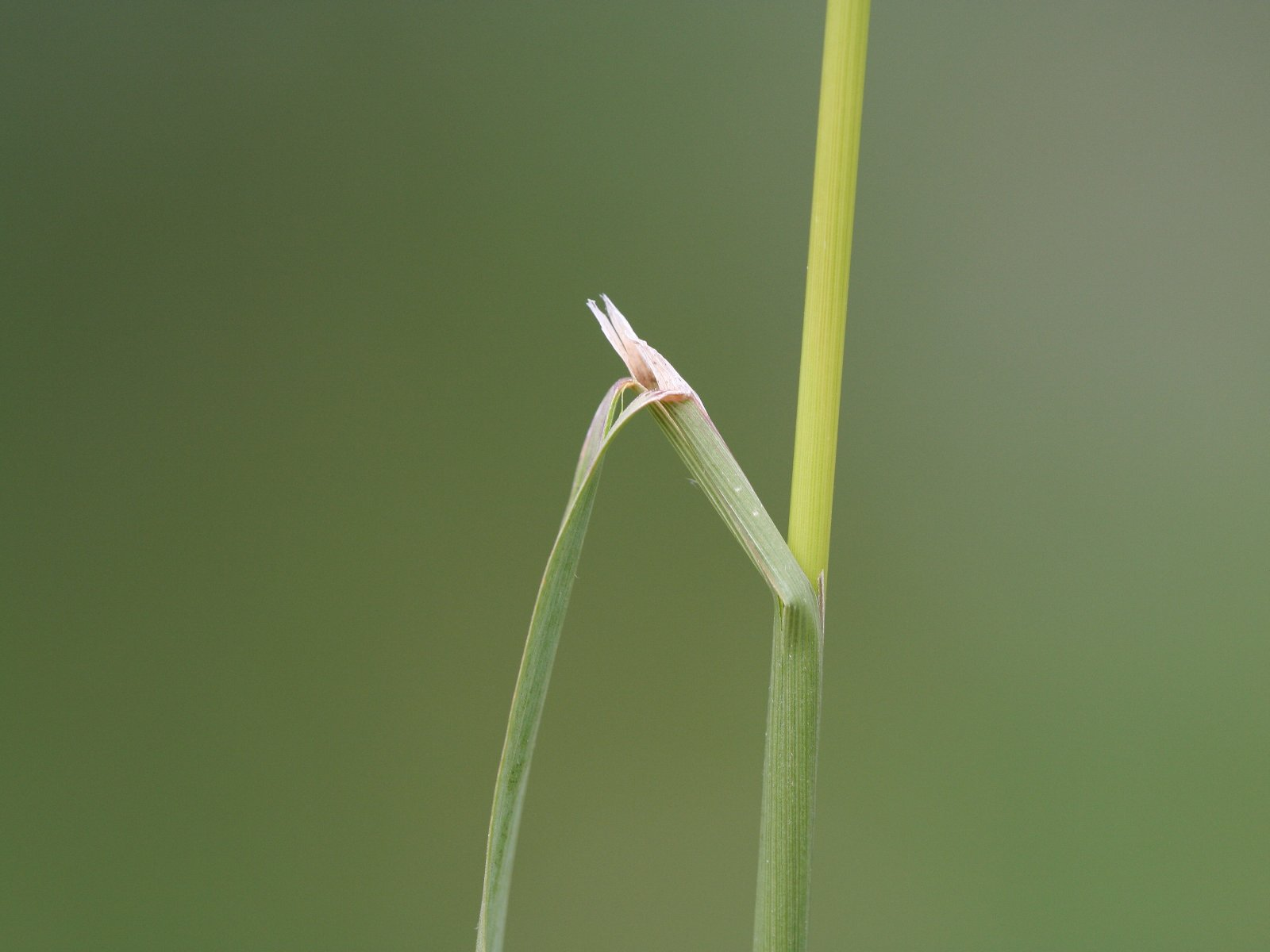
Detailaufnahme des Blatthäutchens des Riesen-Straußgras (Agrostis gigantea)

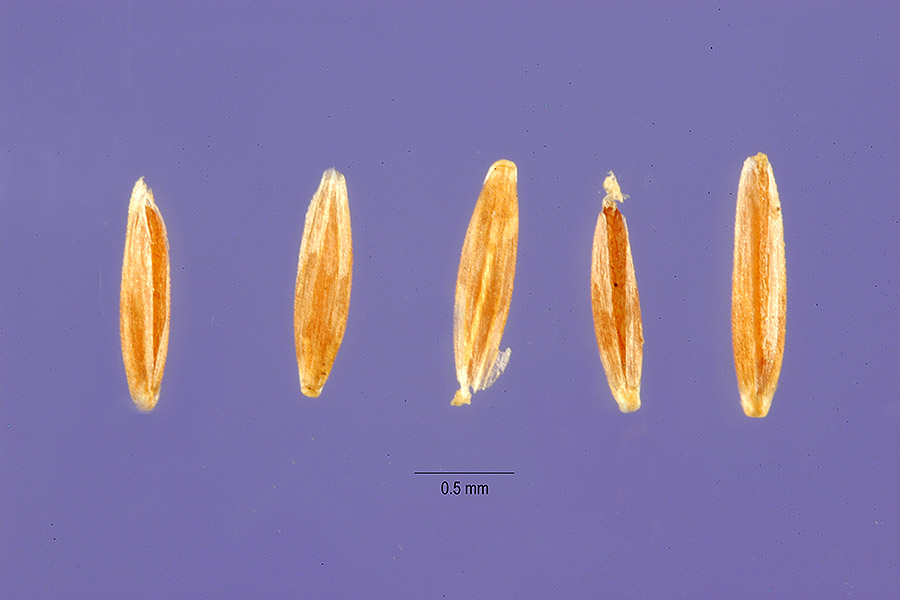
Karyopsen von Agrostis vinealis

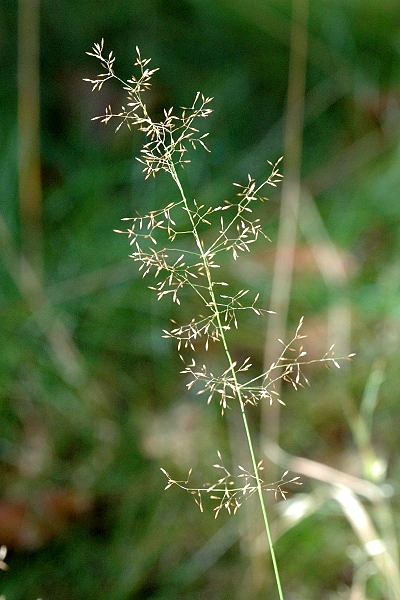
Hunds-Straußgras (Agrostis canina)

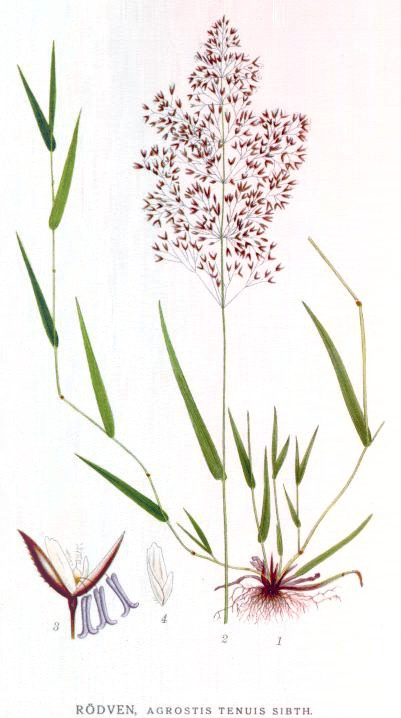
Illustration des Roten Straußgras (Agrostis capillaris)

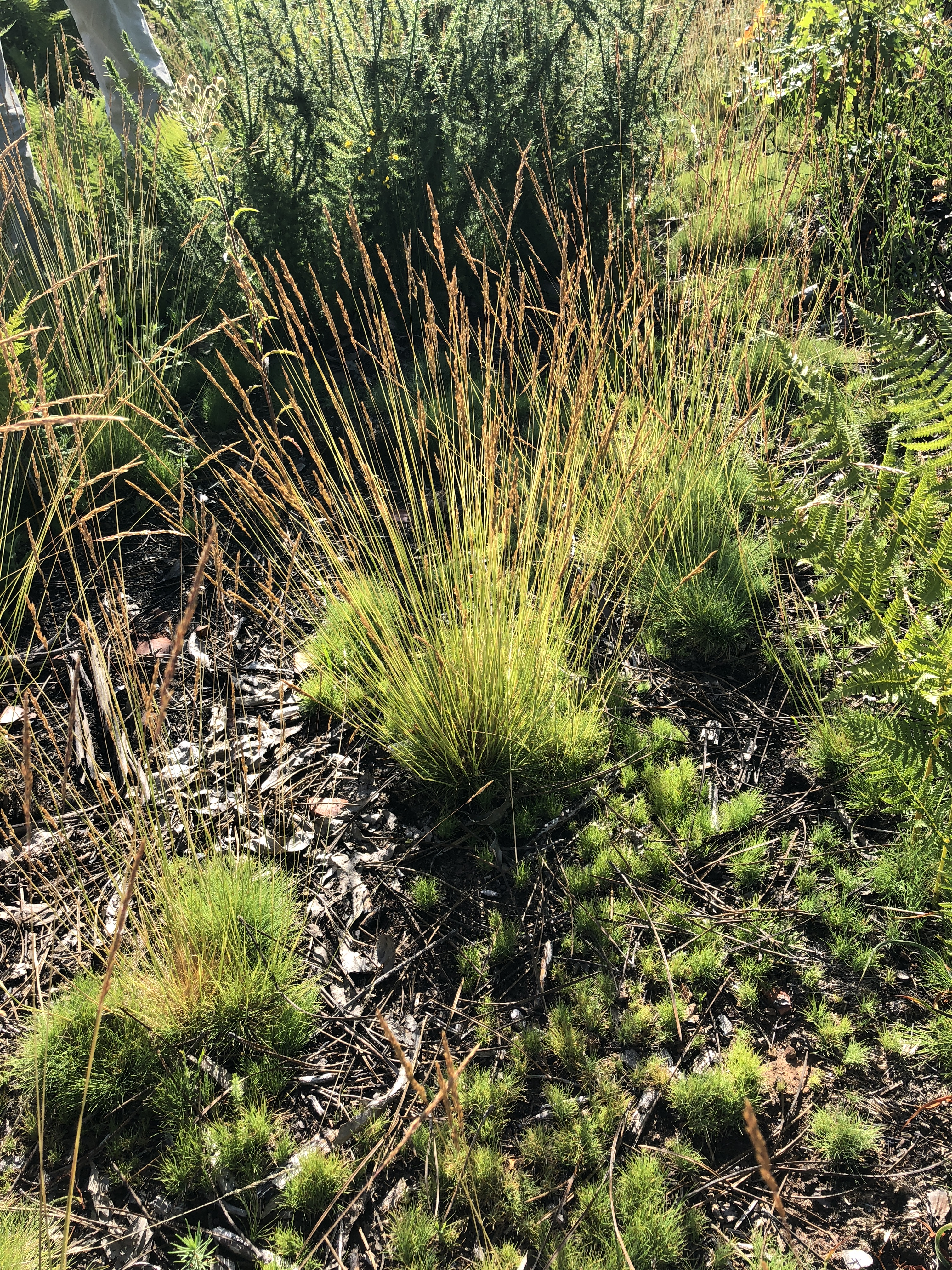
Agrostis curtisii

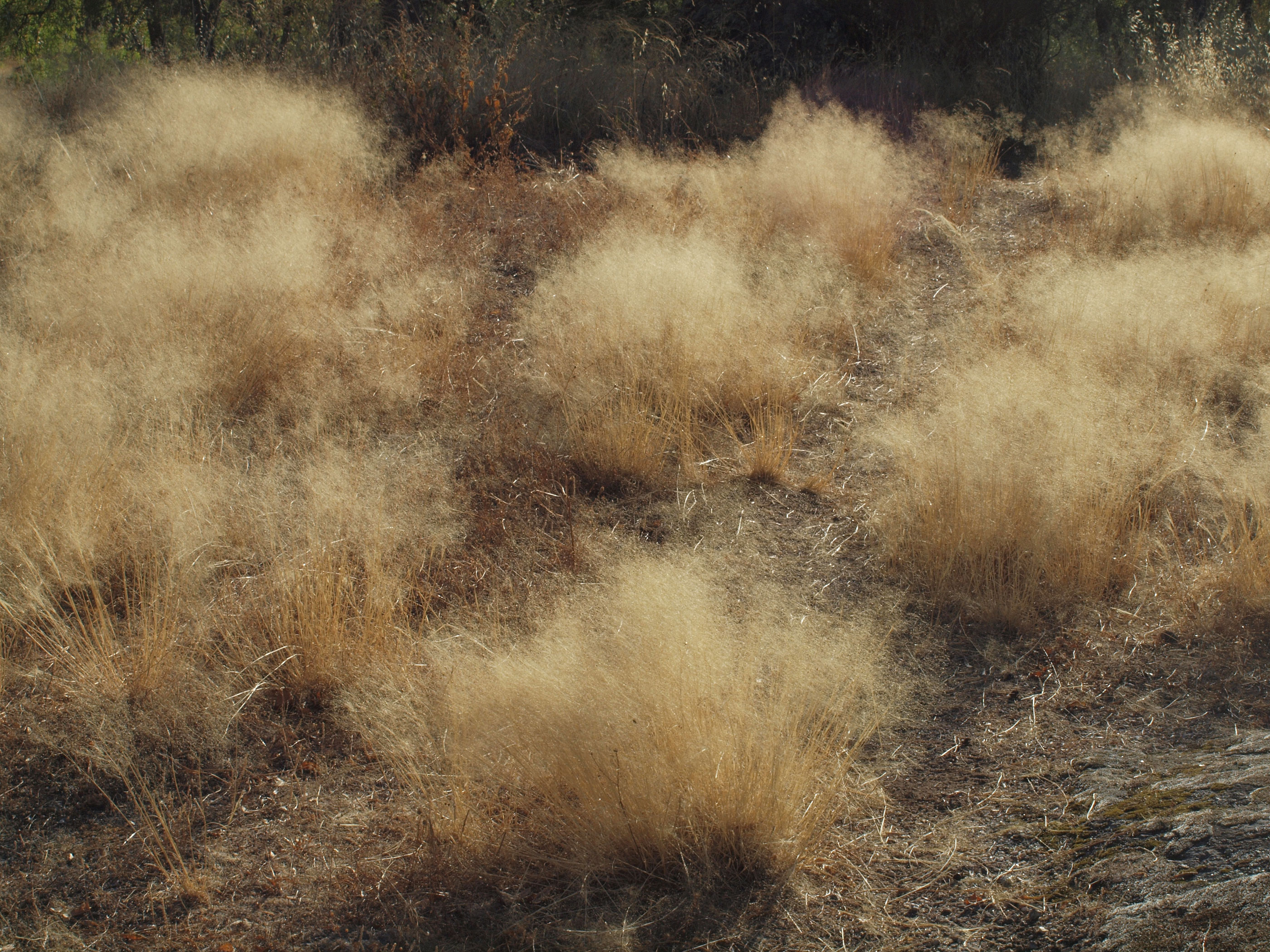
Agrostis delicatula

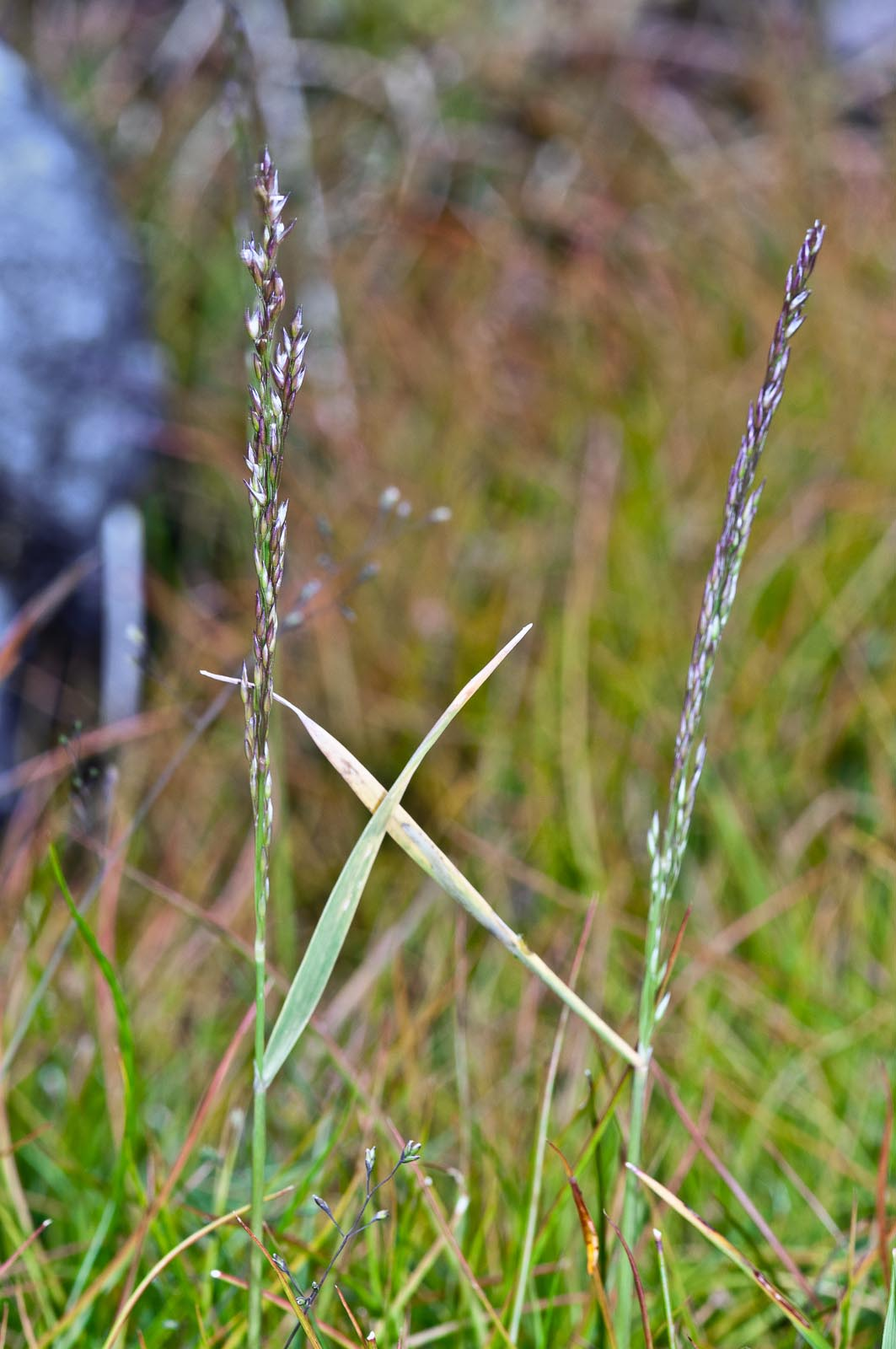
Agrostis dyeri

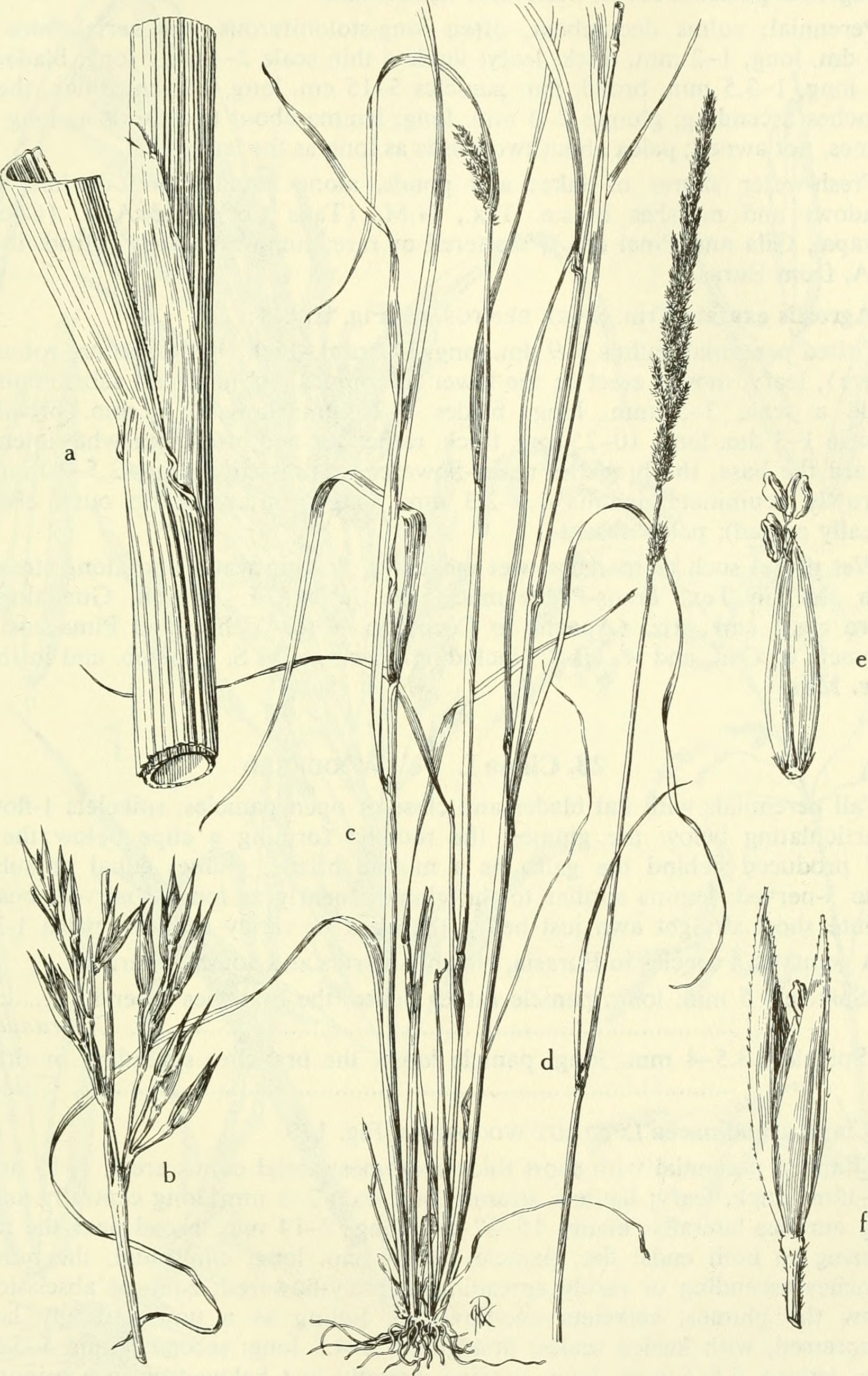
Illustration aus Aquatic and wetland plants of southwestern United States, 1972 von Agrostis exarata

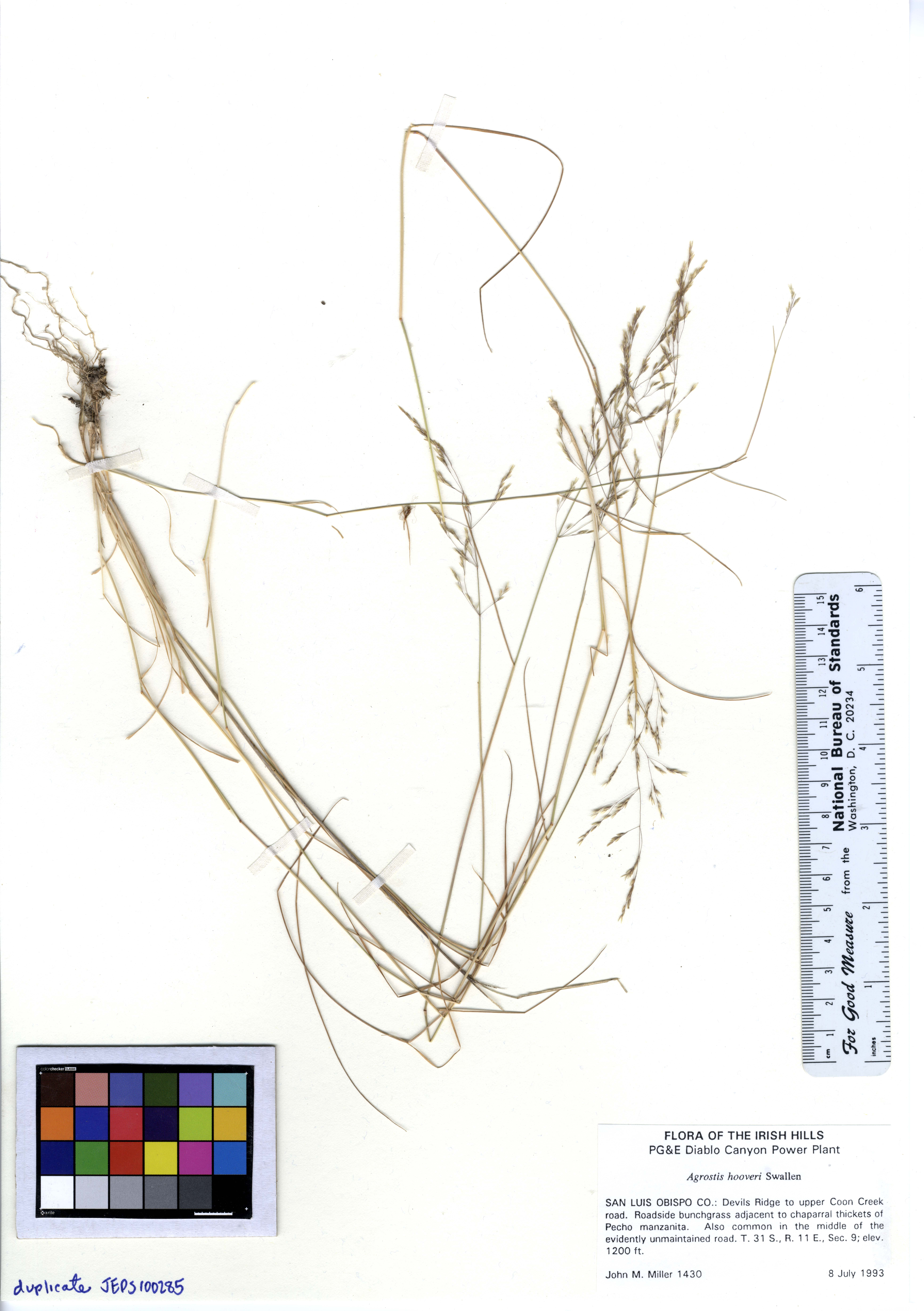
Herbarbeleg von Agrostis hooveri aus Kalifornien

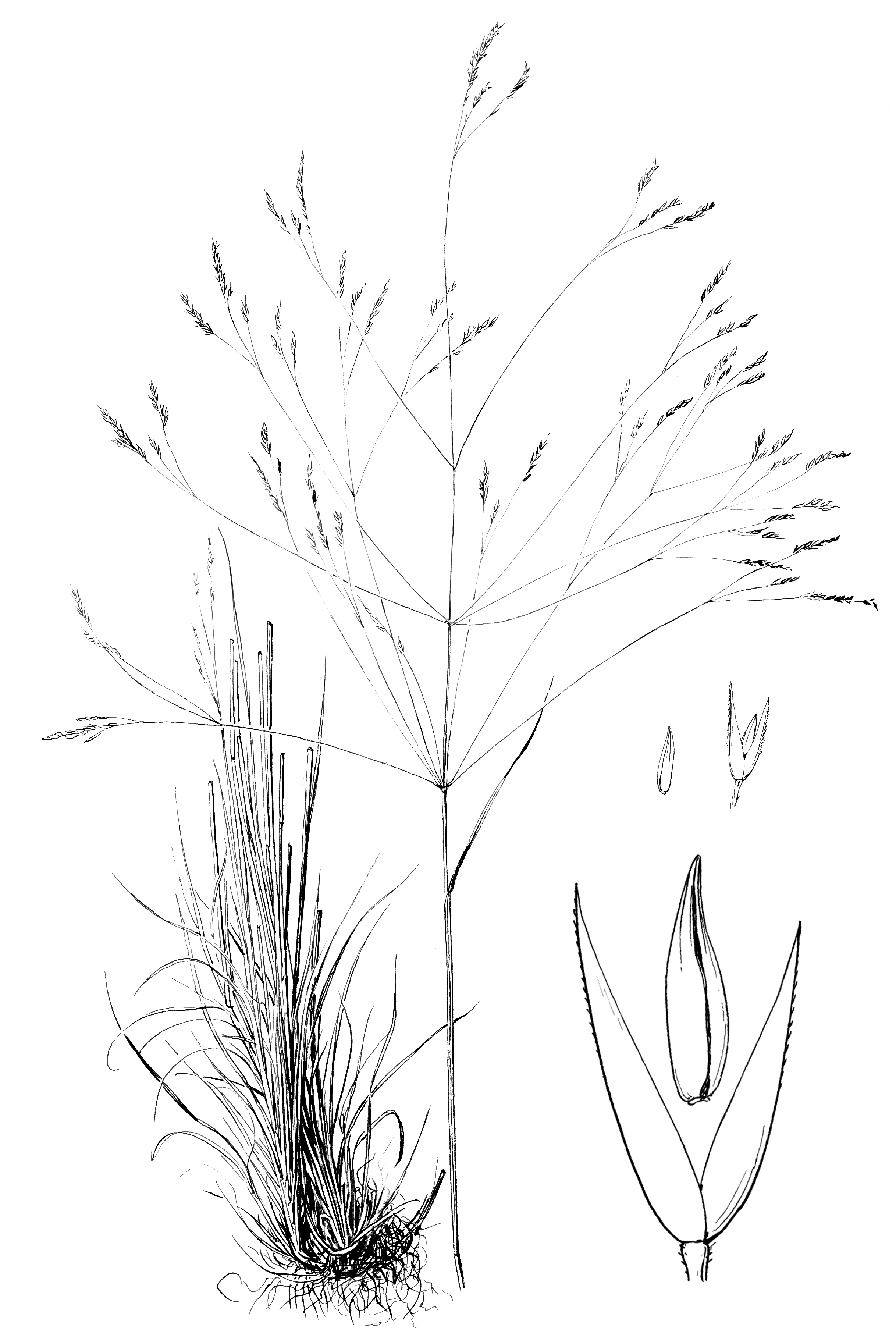
Illustration von Agrostis hyemalis

### Vegetative Merkmale
Straußgras-Arten sind einjährige oder ausdauernde krautige Pflanzen. Diese vom Habitus nicht schilfartigen Gräser wachsen horstbildend und sie bilden kurze unterirdische Ausläufer und werden nicht größer als 1 Meter. Die linealischen Laubblätter sind 5 bis 11 mm breit oder borstenförmig und die jüngsten Blätter erscheinen beim Aufschneiden im Querschnitt gerollt und nicht gefaltet. Die häufig deutlich gerieften, kahlen, starren Blätter weisen eine Blattscheide auf und ein saumartiges Blatthäutchen.

### Generative Merkmale
Die rispigen Blütenstände sind meist gelblich oder rötlich gefärbt, doch es gibt auch grün gefärbte. Sie sind meist ausgebreitet und locker, können aber auch zusammengezogen und dicht sein. Die Ährchenstiele sind kantig, meist rau und oben keulenförmig verdickt. Die Ährchen sind einblütig, sehr fein, unbegrannt, gestielt und einzeln stehend, und sie erscheinen von der Seite zusammengedrückt. Die Ährchenachse ist zudem kahl und nicht behaart und zerfällt zur Reifezeit. Die Hüllspelzen sind ein- bis dreinervig, häutig und länger als das Blütchen. Die Deckspelze ist drei- bis fünfnervig, auf dem Rücken begrannt oder unbegrannt. Die Vorspelze ist zweinervig und kürzer als die Deckspelze oder zu einer kleinen Schuppe verkümmert. Es sind 3 Staubblätter vorhanden.

## Systematik und Verbreitung

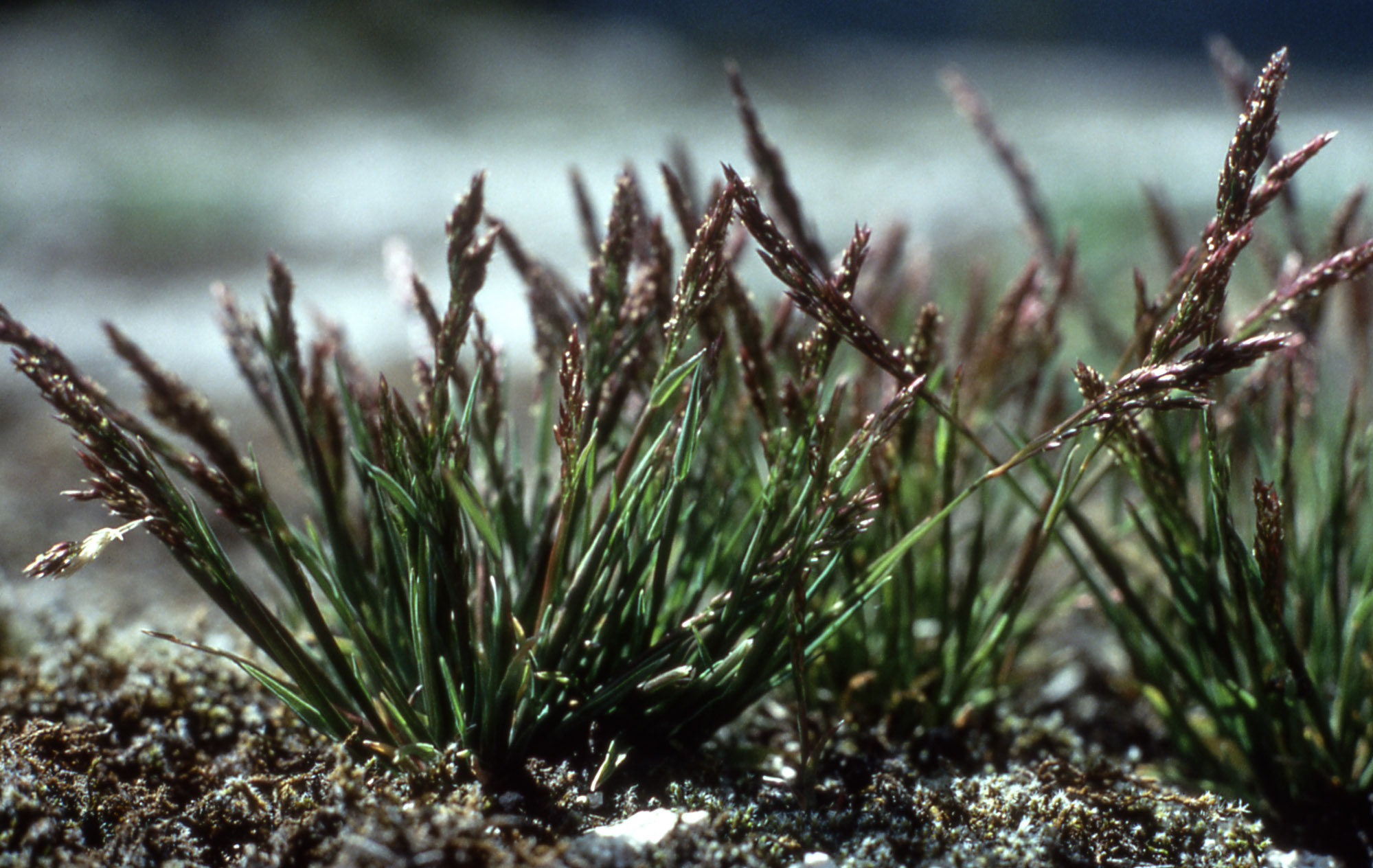
Agrostis rossiae

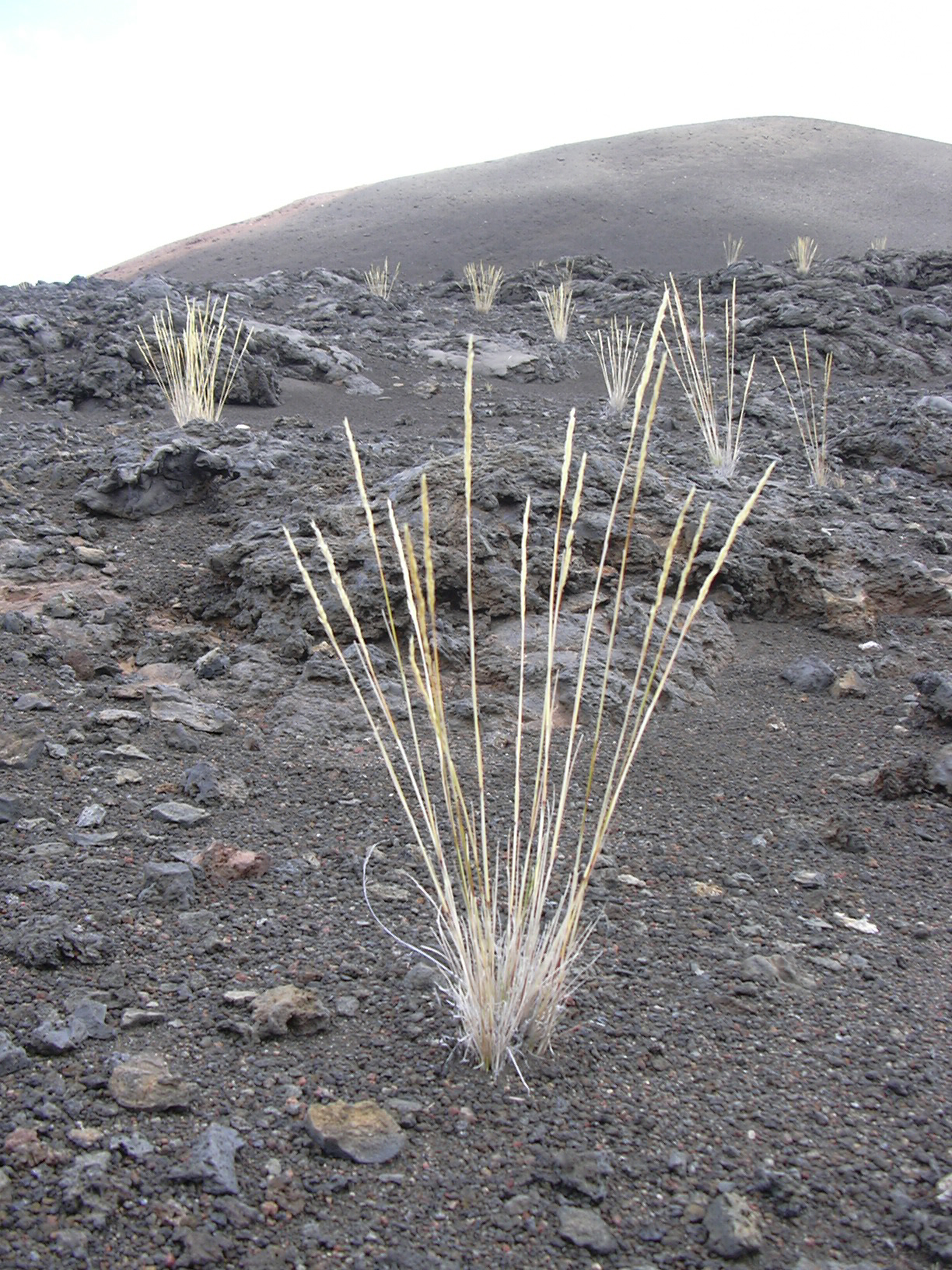
Agrostis sandwicensis

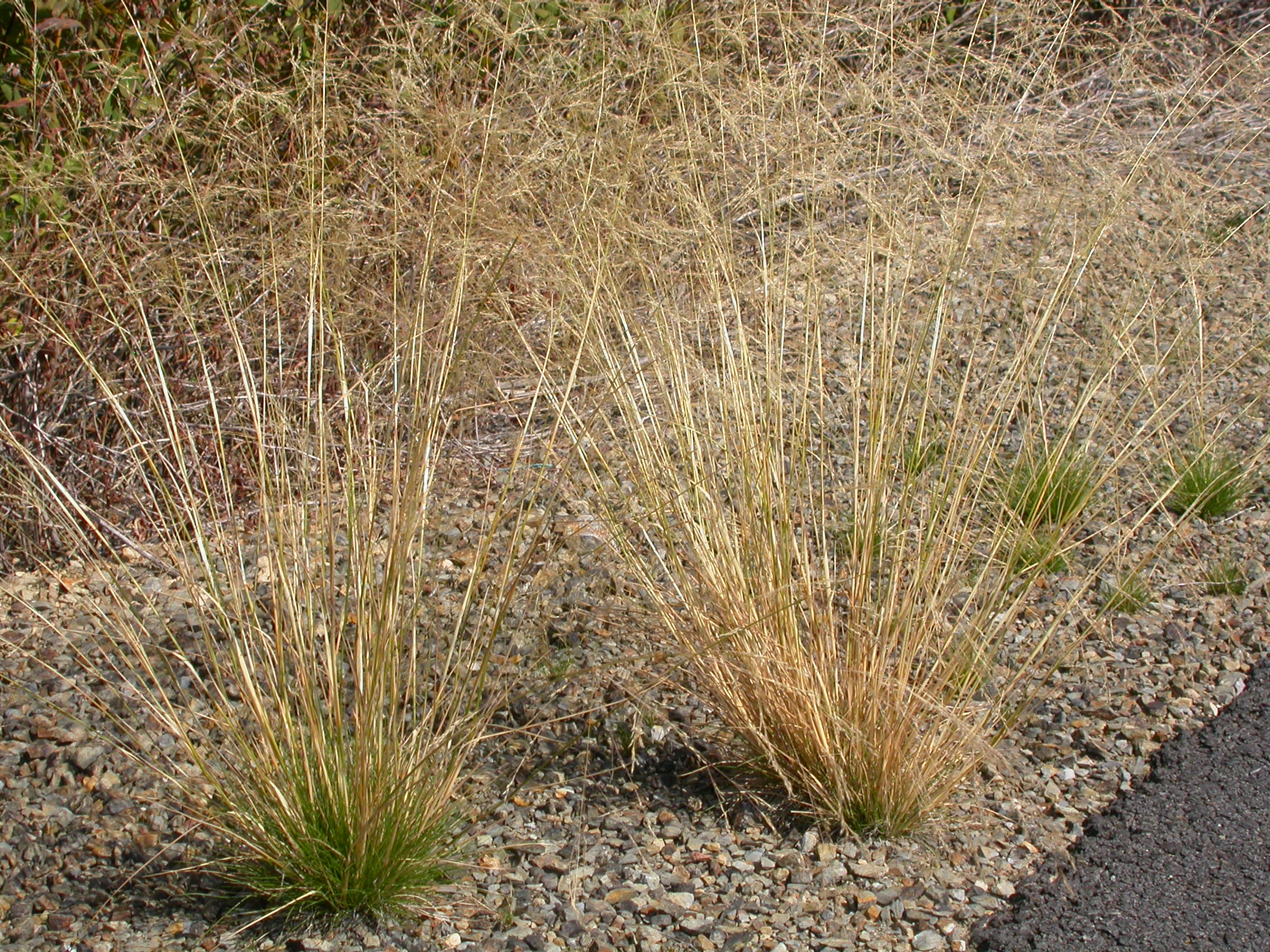
Agrostis scabra

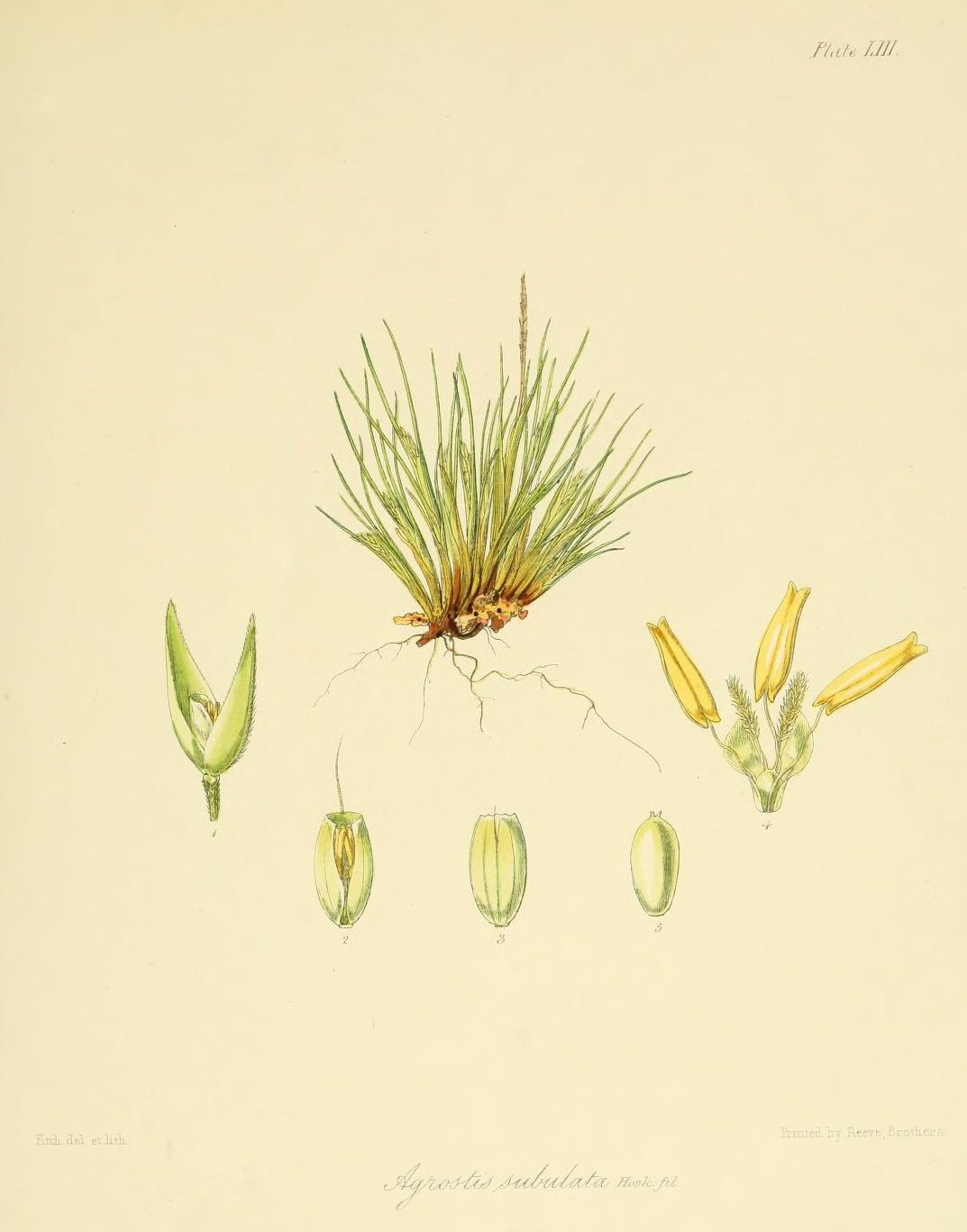
Agrostis subulata, Illustration

Die Gattung Agrostis wurde durch Carl von Linné 1753 aufgestellt. Synonyme für Agrostis L. nom. cons. sind: Vilfa Adans. nom. superfl., Agraulus P.Beauv., Agrestis Bubani, Anomalotis Steud., Bromidium Nees & Meyen, Candollea Steud., Decandolia T.Bastard, Didymochaeta Steud., Neoschischkinia Tzvelev, Notonema Raf., Pentatherum Nábelek, Podagrostis (Griseb.) Scribn. & Merr., Senisetum Honda, Trichodium Michx., Linkagrostis Romero García.
Die etwa 220 Arten sind in subarktischen bis gemäßigten Gebieten und in Bergregionen der Tropen fast weltweit verbreitet. Bemerkenswert ist, dass selbst abgelegene kleine Inseln wie die Insel im südlichen Atlantischen Ozean Inaccessible Island, die zu Tristan da Cunha gerechnet wird, sogar sechs seltene Agrostis-Arten besitzt.
In Deutschland kommen etwa elf Arten vor: Schilf-Straußgras oder Zartes Straußgras (Agrostis agrostiflora), Alpen-Straußgras (Agrostis alpina), Hunds-Straußgras oder Sumpf-Straußgras (Agrostis canina), Rotes Straußgras (Agrostis capillaris), Kastilisches Straußgras (Agrostis castellana), Riesen-Straußgras (Agrostis gigantea), Felsen-Straußgras (Agrostis rupestris), Raues Straußgras (Agrostis scabra), Schleichers Straußgras (Agrostis schleicheri), Weißes Straußgras (Agrostis stolonifera), Sand-Straußgras (Agrostis vinealis).
Weltweit gibt es etwa 220 Agrostis-Arten (hier mit Angabe der Heimatgebiete):
- Agrostis aequivalvis (Trin.) Trin. (Syn.: Agrostis canina var. aequivalvis Trin., Agrostis aequivalvis var. obliqua Griseb.): Sie ist im nordwestlichen Nordamerika von Alaska bis Oregon verbreitet.[1]
- Schilf-Straußgras oder Zartes Straußgras (Agrostis agrostiflora (Beck) Janch. & H.Neumayer)[1]
- Alpen-Straußgras (Agrostis alpina Scop.)[1]
- Agrostis ambatoensis Asteg.: Sie kommt im nordwestlichen Argentinien vor.[1]
- Agrostis ×amurensis Prob. (Syn.: Agrostis ×kamtschatica Prob.) = Agrostis scabra × Agrostis vinealis: Sie kommt in Russlands Fernem Osten vor.[1]
- Agrostis anadyrensis Soczava: Sie komm von Sibirien bis Russlands Fernem Osten vor.[1]
- Agrostis angrenica (Butk.) Tzvelev: Sie kommt in Kirgisistan vor.[1]
- Agrostis arvensis Phil.: Sie kommt nur im zentralen Chile vor.[1]
- Agrostis atlantica Maire & Trab.: Marokko.[1]
- Agrostis australiensis Mez: Südöstliches Australien.[1]
- Agrostis bacillata Hack.: Costa Rica und Panama.[1]
- Agrostis balansae (Boiss.) Tzvelev: Nordöstliche Türkei bis zum Kaukasus.[1]
- Agrostis barceloi L.Sáez & Rosselló: Sie kommt auf den Balearen vor.[1]
- Agrostis basalis Luces: Venezuela.[1]
- Agrostis bergiana Trin.: Südliches Afrika.[1]
- Agrostis bettyae S.W.L.Jacobs: Südöstliches Queensland bis Victoria.[1]
- Agrostis ×bjoerkmannii Widén = Agrostis capillaris × Agrostis gigantea: Europa.[1]
- Agrostis blasdalei Hitchc.: Kalifornien.[1]
- Agrostis boliviana Mez: Bolivien.[1]
- Agrostis boormanii Vickery: New South Wales.[1]
- Agrostis bourgeaei E.Fourn.: Mexiko.[1]
- Agrostis boyacensis Swallen & Garc.-Barr.: Kolumbien.[1]
- Agrostis brachiata Munro ex Hook. f. (Syn.: Agrostis megathyrsa Keng ex P.C.Keng): Sie kommt in Bhutan, Nepal und in den chinesischen Provinzen Gansu, Guizhou, Hubei, Sichuan sowie Yunnan vor.[5]
- Agrostis brachyathera Steud.: Chile, südliches Argentinien.[1]
- Agrostis breviculmis Hitchc.: Kolumbien bis südliches Südamerika.[1]
- Agrostis burmanica Bor: Myanmar.[1]
- Agrostis calderoniae Acosta: Zentrales Mexiko.[1]
- Hunds-Straußgras oder Sumpf-Straußgras (Agrostis canina L.): Es ist in Europa, Russland, in der Mongolei, Xinjiang, Tibet, Yunnan, Japan, Kaschmir und im östlichen Nordamerika verbreitet.[5][1]
- Rotes Straußgras (Agrostis capillaris L.): Das Verbreitungsgebiet auf der Nordhalbkugel reicht von Europa und Nordafrika über den Kaukasusraum und der Türkei bis ins westliche Russland, Afghanistan, zur Inneren Mongolei und Xinjiang bis zu den chinesischen Provinzen Henan, Ningxia sowie Shanxi.[5][1]
- Agrostis carmichaelii Schult. & Schult. f.: Tristan da Cunha (Insel), Gough-Insel und Inaccessible.[1]
- Kastilisches Straußgras[6] (Agrostis castellana Boiss. & Reut.): Mittelmeergebiet und Makaronesien.[1] Ist in Mitteleuropa stellenwesise in Einbürgerung.[6]
- Agrostis ×castriferrei Waisb. = Agrostis canina × Agrostis stolonifera: Europa.[1]
- Agrostis clavata Trin.: Sie ist auf der Nordhalbkugel in Nordeuropa, im Kaukasusraum, in Russland, Korea, Japan, in der Mongolei, der Inneren Mongolei, Taiwan, Tibet, in vielen chinesischen Provinzen und in Alaska weitverbreitet.[5][1]
- Agrostis ×clavatiformis Prob. = Agrostis clavata × Agrostis flaccida: Kamtschatka.[1]
- Agrostis clemensiorum Bor: Java.[1]
- Agrostis comorensis A.Camus: Komoren.[1]
- Agrostis congestiflora Tutin & E.F.Warb.: Azoren. Mit zwei Unterarten.[1]
- Agrostis continuata Stapf: Tansania bis südliches Afrika.[1]
- Agrostis curtisii Kerguélen: Großbritannien bis südwestliches Europa, Marokko.[1]
- Agrostis cypricola H.Lindb.: Nördliches Zypern.[1]
- Agrostis decaryana A.Camus: Madagaskar.[1]
- Agrostis delicatula Pourr. ex Lapeyr.: Pyrenäen bis Portugal, Marokko.[1]
- Agrostis delislei Hemsl.: Amsterdam-Insel.[1]
- Agrostis densiflora Vasey: Oregon und Kalifornien.[1]
- Agrostis diemenica D.I.Morris: Tasmanien.[1]
- Agrostis dimorpholemma Ohwi: Japan, Taiwan.[1]
- Agrostis divaricatissima Mez (Syn.: Agrostis koreana Ohwi): Sie ist in Russland, Korea, der Mongolei, der Inneren Mongolei und in den chinesischen Provinzen Heilongjiang, Jilin sowie Liaoning verbreitet.[5]
- Agrostis dshungarica (Tzvelev) Tzvelev (Syn.: Agrostis sinkiangensis Y.C.Yang): Sie gedeiht nur an Berghängen in Xinjiang.[5]
- Agrostis durieui Willk.: Westliche Pyrenäen bis nördliches Portugal.[1]
- Agrostis dyeri Petrie: Neuseeland.[1]
- Agrostis elliotii Hook. ex Scott-Elliot: Madagaskar.[1]
- Agrostis elliottiana Schult.: Zentrale, östliche und südliche Vereinigte Staaten bis Mexiko.[1]
- Agrostis emirnensis (Baker) Bosser: Madagaskar.[1]
- Agrostis exarata Trin. (Syn.: Agrostis berlandieri E.Fourn. ex Hemsl.): Kamtschatka bis zu den Kurilen, Alaska bis Mexiko.[1]
- Agrostis exserta Swallen: Guatemala.[1]
- Agrostis filipes Hook. f.: Westlicher Himalaja, Assam.[1]
- Agrostis flaccida Hack.: Sie kommt nur in Ostasien vom östlichen Jilin sowie Liaoning über Korea, Kamtschatka, Sachalin sowie den Kurilen bis Japan vor.[5]
- Agrostis foliata Hook. f.: Kolumbien bis Peru.[1]
- Agrostis ×fouilladeana Lambinon & Verloove = Agrostis capillaris × Agrostis castellana: Europa.[1]
- Agrostis gariana Taheri: Die 2013 erstbeschriebene Art kommt im Iran vor.[1]
- Agrostis gelida Trin.: Peru.[1]
- Agrostis ghiesbreghtii E.Fourn. ex Hemsl.: Mexiko bis Guatemala.[1]
- Riesen-Straußgras (Agrostis gigantea Roth): Das weite Verbreitungsgebiet auf der Nordhalbkugel reicht von Europa über Südwestasien sowie Nordafrika bis Russland, Afghanistan, nordwestliche Indien, Pakistan, Nepal, die Mongolei, China, Korea und Japan.[5] Mit zwei Unterarten.[1]
- Agrostis × gigantifera Portal = Agrostis gigantea × Agrostis stolonifera: Europa.[1]
- Agrostis glabra (J.Presl) Kunth: Chile bis westliches Argentinien.[1]
- Agrostis goughensis C.E.Hubb.: Gough-Insel und Inaccessible.[1]
- Agrostis gracilifolia C.E.Hubb.: Äthiopien bis Kenia. Mit drei Unterarten.[1]
- Agrostis gracililaxa Franco: Azoren.[1]
- Agrostis griffithiana (Hook. f.) Bor: Assam.[1]
- Agrostis hallii Vasey: Westliche Vereinigte Staaten.[1]
- Agrostis ×hegetschweileri Brügger = Agrostis alpina × Agrostis rupestris: Europa.[1]
- Agrostis hendersonii Hitchc.: Oregon und Kalifornien.[1]
- Agrostis hesperica Romero García, Blanca, G.López & C.Morales: Portugal, Spanien und vielleicht auch Frankreich.[1]
- Agrostis hideoi Ohwi: Honshu.[1]
- Agrostis hirta Veldkamp: Papua-Neuguinea.[1]
- Agrostis holgateana C.E.Hubb.: Tristan da Cunha und Inaccessible.[1]
- Agrostis hookeriana C.B.Clarke ex Hook. f.: Sie kommt von Sikkim, Bhutan und Nepal über Tibet bis zu den chinesischen Provinzen Qinghai, Yunnan sowie westliches Sichuan vor.[5]
- Agrostis hooveri Swallen: Kalifornien.[1]
- Agrostis howellii Scribn. ex Vasey: Oregon.[1]
- Agrostis hugoniana Rendle: Sie gedeiht auf alpinen Matten und felsigen Hängen in Höhenlagen von 2500 bis 4200 Metern in den chinesischen Provinzen Gansu, Qinghai, westliches Shaanxi sowie nordwestliches Sichuan.[5]
- Agrostis humbertii A.Camus: Madagaskar.[1]
- Agrostis humilis Vasey: Alaska bis USA.[1]
- Agrostis hyemalis (Walter) Britton, Sterns & Poggenb.: Russlands Ferner Osten bis nordöstliches China, Kanada bis USA, Mexiko, Inseln der Karibik, Ecuador bis Peru.[1]
- Agrostis hygrometrica Nees: Südliches und südöstliches Brasilien bis nordöstliches Argentinien.[1]
- Agrostis idahoensis Nash: Alaska bis USA, Chile bis südliches Argentinien.[1]
- Agrostis imbecilla Zotov: Neuseeland.[1]
- Agrostis imberbis Phil.: Peru bis Argentinien.[1]
- Agrostis inaequiglumis Griseb.: Nepal bis Myanmar.[1]
- Agrostis inconspicua Kunze: Chile bis Argentinien.[1]
- Agrostis infirma Buse (Syn.: Agrostis arisan-montana Ohwi, Agrostis fukuyamae Ohwi, Agrostis sozanensis Hayata): China bis Malesien und Neuguinea.[1]
- Agrostis innominata Enustsch.: Sibirien.[1]
- Agrostis insularis Rúgolo & A.M.Molina: Südliches Chile.[1]
- Agrostis isopholis C.E.Hubb.: Ruanda.[1]
- Agrostis jahnii Luces: Venezuela.[1]
- Agrostis joyceae S.W.L.Jacobs: New South Wales, Tasmanien.[1]
- Agrostis juressi Link: Portugal bis westliches Spanien, Marokko.[1]
- Agrostis keniensis Pilg.: Äthiopien bis östliches tropisches Afrika.[1]
- Agrostis kilimandscharica Mez: Kongogebiet bis Äthiopien und Tansania.[1]
- Agrostis koelerioides É.Desv.: Chile bis südliches Argentinien, Peru.[1]
- Agrostis kolymensis Kuvaev & A.P.Khokhr.: Russlands Ferner Osten.[1]
- Agrostis korczaginii Senjan.-Korcz.: Europäisches Russland.[1]
- Agrostis kurczenkoae Prob.: Die 2015 erstbeschriebene Art kommt in Sachalin vor.[1]
- Agrostis lacuna-vernalis P.M.Peterson & Soreng: Die 2011 erstbeschriebene Art kommt in  Kalifornien vor.[1]
- Agrostis laxissima Swallen: Südöstliches Mexiko bis Honduras.[1]
- Agrostis lazica Balansa: Zentrale und nordöstliche Türkei bis Kaukasus.[1]
- Agrostis lehmannii Swallen: Kolumbien.[1]
- Agrostis lenis Roseng.: Bolivien bis südliches und südöstliches Brasilien und nordwestliches Argentinien.[1]
- Agrostis leptotricha É.Desv.: Zentrales und südliches Chile bis südliches Argentinien.[1]
- Agrostis liebmannii (E.Fourn.) Hitchc.: Mexiko.[1]
- Agrostis longiberbis Hack. ex Lor.B.Sm.: Südöstliches und südliches Brasilien.[1]
- Agrostis mackliniae Bor: Sie kommt im nördlichen Myanmar, südöstlichen Tibet und nordwestlichen Yunnan vor.[5]
- Agrostis mannii (Hook. f.) Stapf: Kamerun, Bioko, Äthiopien. Mit zwei Unterarten.[1]
- Agrostis marojejyensis A.Camus: Madagaskar.[1]
- Agrostis masafuerana Pilg.: Juan-Fernández-Inseln.[1]
- Agrostis media Carmich.: Tristan da Cunha, Gough-Insel und Inaccessible.[1]
- Agrostis mertensii Trin.: Subarktische bis gemäßigte Zone der Nordhalbkugel, Mexiko, Westliches Südamerika bis westliches Argentinien.[1]
- Agrostis merxmuelleri Greuter & H.Scholz: Albanien, Griechenland.[1]
- Agrostis meyenii Trin.: Bolivien bis zu den Falkland-Inseln.[1]
- Agrostis micrantha Steud.: Sie ist vom nordöstlichen Indien über Bhutan, Nepal und das nördliche Myanmar bis Tibet und in vielen chinesischen Provinzen verbreitet.[5]
- Agrostis microphylla Steud.: Westliches Kanada bis Baja California.[1]
- Agrostis montevidensis Spreng. ex Nees: Bolivien und Brasilien bis südliches Südamerika.[1]
- Agrostis muelleriana Vickery: Südöstliches Australien und Neuseeland.[1]
- Agrostis munroana Aitch. & Hemsl.: Sie ist von Afghanistan über das nordwestliche Indien, Kaschmir und nördliche Pakistan, Nepal bis ins nordöstliche Tibet sowie Gongshan in Yunnan verbreitet.[5]
- Agrostis ×murbeckii Fouill. = Agrostis capillaris × Agrostis stolonifera: Europa.[1]
- Agrostis muscosa Kirk: Neuseeland.[1]
- Agrostis musjidii Rajesw., R.R.Rao & Arti Garg: Westlicher Himalaja.[1]
- Agrostis nebulosa Boiss. & Reut.: Marokko, östliches und südliches Spanien, südöstliches Portugal.[1]
- Agrostis nervosa Nees ex Trin. (Syn.: Agrostis schneideri Pilg., Agrostis taliensis Pilg.): Sie ist von Pakistan, Darjeeling, Sikkim, Nepal, Bhutan, über das nördliche Myanmar bis Tibet und in den chinesischen Provinzen Guizhou, Sichuan sowie Yunnan verbreitet.[5][1]
- Agrostis neshatajevae Prob.: Kamtschatka.[1]
- Agrostis nevadensis Boiss.: Marokko, Gebirge des südöstlichen Spanien.[1]
- Agrostis nevskii Tzvelev: Zentralasien.[1]
- Agrostis nipponensis Honda: Honshu, Shikoku, Kyushu.[1]
- Agrostis novogaliciana McVaugh: Südwestliches Mexiko.[1]
- Agrostis ×novograblenovii Prob. = Agrostis scabra × Agrostis stolonifera: Russlands Ferner Osten.[1]
- Agrostis olympica (Boiss.) Bor: Türkei bis Zentralasien und Pakistan. Mit zwei Unterarten.[1]
- Agrostis oregonensis Vasey: Westliches Kanada und westliche USA.[1]
- Agrostis oresbia Edgar: Neuseeland.[1]
- Agrostis pallens Trin.: Westliches Kanada bis nordwestliches Mexiko.[1]
- Agrostis pallescens Cheeseman: Neuseeland.[1]
- Agrostis ×paramushirensis Prob. = Agrostis exarata × Agrostis flaccida: Kurilen.[1]
- Agrostis parviflora R.Br.: Südöstliches Australien.[1]
- Agrostis paulsenii Hack.: Zentralasien.[1]
- Agrostis pendryi Paszko: Die 2014 erstbeschriebene Art kommt von Uttarakhand bis Nepal vor.[1]
- Agrostis peninsularis Hook. f.: Indien.[1]
- Agrostis perennans (Walter) Tuck.: Nordamerika, Mittelamerika bis Costa Rica, Hispaniola, Venezuela bis südliches Südamerika.[1]
- Agrostis personata Edgar: Neuseeland.[1]
- Agrostis peschkovae Enustsch.: Sibirien.[1]
- Agrostis petriei Hack.: Südinsel von Neuseeland.[1]
- Agrostis philippiana Rúgolo & De Paula: Zentrales und südliches Chile bis südliches Argentinien.[1]
- Agrostis pilgeriana C.E.Hubb.: Ruanda, Kenia.[1]
- Agrostis pilosula Trin.: Sie ist von Sri Lanka, Indien sowie Pakistan, Bhutan, Nepal bis zu den chinesischen Provinzen Qinghai, Yunnan sowie westliches Sichuan verbreitet.[5][1]
- Agrostis pittieri Hack.: Costa Rica, nordwestliches Venezuela.[1]
- Agrostis platensis Parodi: Südliches Brasilien bis nordöstliches Argentinien.[1]
- Agrostis pourretii Willd.: Madeira, westliches und zentrales Mittelmeergebiet.[1]
- Agrostis producta Pilg.: Südlicher Sudan bis Simbabwe.[1]
- Agrostis propinqua S.W.L.Jacobs: Südöstliches Australien.[1]
- Agrostis quinqueseta (Steud.) Hochst.: Kamerun bis Äthiopien und Kenia.[1]
- Agrostis reuteri Boiss. (Syn.: Agrostis obtusissima Hack.): Makaronesien und westliches Mittelmeergebiet. Mit zwei Unterarten.[1]
- Agrostis rosei Scribn. & Merr.: Nordöstliches Mexiko.[1]
- Agrostis rossiae Vasey: Wyoming.[1]
- Felsen-Straußgras (Agrostis rupestris All.): Europa bis Transkaukasien, nordwestliches Afrika. Mit zwei Unterarten.[1]
- Agrostis salaziensis C.Cordem.:  Réunion.[1]
- Agrostis salsa Korsh.: Europäisches Russland bis Sibirien.[1]
- Agrostis sandwicensis Hildebr.: Hawaii.[1]
- Agrostis × sanionis Asch. & Graebn. (Syn.: Agrostis ×fouilladei P.Fourn.) = Agrostis capillaris × Agrostis viminalis: Europa.[1]
- Raues Straußgras (Agrostis scabra Willd.): Östliches Sibirien bis Japan, Nordamerika.[1] Ist in Mitteleuropa in Ausbreitung begriffen.[6]
- Agrostis scabrifolia Swallen: Kolumbien.[1]
- Agrostis schaffneri E.Fourn.: Mexiko.[1]
- Schleichers Straußgras (Agrostis schleicheri Jord. & Verl.): Marokko, Spanien, Frankreich, Italien, Schweiz, Deutschland und Österreich.[1]
- Agrostis schmidii (Hook. f.) Bor: Indien.[1]
- Agrostis sclerophylla C.E.Hubb.: Äthiopien bis Kenia.[1]
- Agrostis serranoi Phil.: Zentrales und südliches Chile bis südliches Argentinien.[1]
- Agrostis sesquiflora É.Desv.: Zentrales und südliches Chile bis westliches Argentinien.[1]
- Agrostis sichotensis Prob.: Russlands Ferner Osten.[1]
- Agrostis sikkimensis Bor: Nepal bis Sikkim.[1]
- Agrostis sinocontracta S.M.Phillips & S.L.Lu: Sie wurde 2006 erstbeschrieben. Dieser Endemit gedeiht auf alpinen Matten in Höhenlagen von etwa 4000 Metern nur in Bijiang sowie Gongshan im nordwestlichen Yunnan.[5]
- Agrostis sinorupestris L.Liu ex S.M.Phillips & S.L.Lu: Sie wurde 2006 erstbeschrieben und gedeiht an steinigen Berghängen in Höhenlagen von 3500 bis 4000 Metern in Tibet und den chinesischen Provinzen Sichuan sowie Yunnan.[5]
- Agrostis × stebleri (Asch. & Graebn.) Portal = Agrostis agrostiflora × Agrostis stolonifera: Deutschland und Frankreich.[1]
- Weißes Straußgras (Agrostis stolonifera L.): Sie ist von Europa über Südwest- und Zentralasien, Russland, Japan, Indien, Bhutan, Nepal, die Mongolei und die Innere Mongolei, Tibet, Xinjiang bis zu den chinesischen Provinzen Anhui, Gansu, Guizhou, Heilongjiang, Ningxia, Shaanxi, Shandong, Shanxi sowie Yunnan und außerdem von Nordafrika bis zum Tschad weitverbreitet.[5][1]
- Agrostis × subclavata Prob. = Agrostis clavata × Agrostis vinealis: Russlands Ferner Osten.[1]
- Agrostis subpatens Hitchc.: Mexiko bis Costa Rica.[1]
- Agrostis subrepens (Hitchc.) Hitchc.: Nordwestliches Venezuela bis Peru.[1]
- Agrostis subspicata (Willd.) Raspail: Westliches und zentrales Mittelmeergebiet.[1]
- Agrostis subulata Hook. f.: Campbell Island.[1]
- Agrostis subulifolia Stapf: Südliches Afrika.[1]
- Agrostis tandilensis (Kuntze) Parodi: Südliches Brasilien bis nordöstliches Argentinien, Peru.[1]
- Agrostis tateyamensis Tateoka: Honshu.[1]
- Agrostis taylorii C.E.Hubb.: Ruanda, Demokratische Republik Kongo und Uganda.[1]
- Agrostis tenerrima Trin.: Westliches Mittelmeergebiet.[1]
- Agrostis thompsoniae S.W.L.Jacobs: Südöstliches Australien.[1]
- Agrostis thurberiana Hitchc.: Alaska bis westliche USA.[1]
- Agrostis tibestica Miré & Quézel: Nördlicher Tschad.[1]
- Agrostis tileni G.Nieto Fel. & Castrov.: Nördliches Spanien.[1]
- Agrostis tolucensis Kunth: Mexiko bis Chile und Argentinien.[1]
- Agrostis × torgesii Portal = Agrostis agrostiflora × Agrostis rupestris: Frankreich.[1]
- Agrostis trachychlaena C.E.Hubb.: Inaccessible, Nightingale Island.[1]
- Agrostis trachyphylla Pilg.: Demokratische Republik Kongo bis östliches tropisches Afrika.[1]
- Agrostis trichodes (Kunth) Roem. & Schult.: Nordwestliches Venezuela bis Peru.[1]
- Agrostis trisetoides Steud.: Zentrales und südliches Chile.[1]
- Agrostis tsaratananensis A.Camus: Madagaskar.[1]
- Agrostis tsiafajavonensis A.Camus: Madagaskar.[1]
- Agrostis tsitondroinensis A.Camus: Madagaskar.[1]
- Agrostis turrialbae Mez: Südöstliches Mexiko bis nordwestliches Venezuela.[1]
- Agrostis tuvinica Peschkova: Sibirien.[1]
- Agrostis uliginosa Phil.: Chile bis Argentinien.[1]
- Agrostis umbellata Colla: Zentrales Chile.[1]
- Agrostis ushae Noltie: Sikkim.[1]
- Agrostis ×ussuriensis Prob. = Agrostis stolonifera × Agrostis vinealis: Nordeuropa, Sibirien bis Russlands Fernem Osten.[1]
- Agrostis variabilis Rydb.: Westliches Kanada bis westliche und westlich-zentrale USA.[1]
- Agrostis venezuelana Mez: Venezuela.[1]
- Agrostis venusta Trin.: Südwestliches und südöstliches Australien.[1]
- Agrostis vidalii Phil.: Südliches Chile bis südliches Argentinien.[1]
- Sand-Straußgras (Agrostis vinealis Schreb., Syn.: Agrostis kunmingensis B.S.Sun & Y.Cai Wang, Agrostis turkestanica Drobow): Sie ist auf der Nordhalbkugel von Europa über Russland, Pakistan, Japan, Korea, die Mongolei und die Innere Mongolei bis zu den chinesischen Provinzen Heilongjiang, Jilin sowie Liaoning, in Nordamerika und in Nordwestafrika weitverbreitet.[5][1]
- Agrostis virescens Kunth: Mexiko bis Peru.[1]
- Agrostis volkensii Stapf: Äthiopien bis tropisches Ostafrika.[1]
- Agrostis wacei C.E.Hubb.: Tristan da Cunha, Inaccessible.[1]
- Agrostis wardii Bor: Indien.
- Agrostis zenkeri Trin.: Südwestliches Indien.[1]

Nicht mehr zur Gattung Agrostis wird gerechnet:
- Agrostis barbuligera Stapf => Lachnagrostis barbuligera (Stapf) Rúgolo & A.M.Molina[1]
- Agrostis billardierei R.Br. => Lachnagrostis billardierei (R.Br.) Trin.[1]
- Agrostis drummondiana (Steud.) Vickery => Lachnagrostis drummondiana (Steud.) S.W.L.Jacobs[1]
- Agrostis eriantha Hack. => Lachnagrostis eriantha (Hack.) A.J.Br.[1]
- Agrostis lachnantha Nees => Lachnagrostis lachnantha (Nees) Rúgolo & A.M.Molina[1]
- Agrostis lacunis D.I.Morris => Lachnagrostis lacunis (D.I.Morris) S.W.L.Jacobs[1]
- Agrostis leptostachys Hook.f. => Lachnagrostis leptostachys (Hook.f.) Zotov[1]
- Agrostis limitanea J.M.Black => Lachnagrostis limitanea (J.M.Black) S.W.L.Jacobs[1]
- Agrostis lyallii Hook.f. => Lachnagrostis lyallii (Hook.f.) Zotov[1]
- Agrostis meionectes Vickery => Lachnagrostis meionectes (Vickery) S.W.L.Jacobs[1]
- Agrostis meridensis Luces => Calamagrostis meridensis (Luces) Briceño[1]
- Agrostis nagensis Bor => Calamagrostis diffusa (Keng) Keng f.[1]
- Agrostis plebeia R.Br. => Lachnagrostis plebeia (R.Br.) Trin.[1]
- Agrostis preissii (Nees) Vickery => Lachnagrostis preissii Nees[1]
- Agrostis rudis Roem. & Schult. => Lachnagrostis rudis (Roem. & Schult.) Trin.[1]
- Agrostis schlechteri Rendle => Lachnagrostis schlechteri (Rendle) Rúgolo & A.M.Molina[1]
- Agrostis semiverticillata (Forssk.) C.Chr. => Polypogon viridis (Gouan) Breistr.[1]
- Agrostis sodiroana Hack. => Lachnagrostis sodiroana (Hack.) Rúgolo & A.M.Molina[1]
- Agrostis striata Colenso => Lachnagrostis striata (Colenso) Zotov[1]

## Nutzung
Das Weiße Straußgras (Agrostis stolonifera) hat eine Bedeutung als Sportrasengras, d. h. auf Golfgrüns, da es einen Rückschnitt auf 4 Millimeter Länge verträgt.